# Бауманская улица
Ба́уманская у́лица (до 1918 г. — Неме́цкая у́лица, до 1930 г. — Ба́умановская — к югу от Елоховской площади и Де́вкин переулок, позже Ба́уманский переу́лок (с 1922 г.) к северу от неё) — улица в Басманном районе Центрального административного округа города Москвы. Главная улица бывшей Новой Немецкой слободы, существовавшей с 1652 на месте старой Немецкой слободы XVI века. Проходит от Ольховской улицы на севере до улицы Радио на юге, нумерация домов ведётся от Ольховской улицы. Продолжение Немецкой улицы к югу от улицы Радио (Вознесенской) до Салтыковского моста было известно как Салтыковская улица (ныне упразднена).
На Бауманскую улицу выходят с запада — Спартаковская ул., Лефортовский пер., Аптекарский пер., Денисовский пер., Гарднеровский пер., Бригадирский пер., Новокирочный пер.; с востока — Бакунинская ул., ул. Фридриха Энгельса, Ладожская ул., Посланников пер., Бригадирский пер., Старокирочный пер. и Технический пер.

## История
Переименована в 1918 году в честь большевика Н. Э. Баумана, убитого на демонстрации 18 октября 1905 года. Историческое название — см. Немецкая слобода. В конце XIX века, были планы переименования улицы в Пушкинскую.
В 1920—1930-х годах район Бауманского переулка слыл дальней, неблагоустроенной городской окраиной, населённой фабричными и железнодорожными рабочими, сезонниками, служащими местных коммунальных учреждений. Застройка переулка была в основном одно- и двухэтажной, с преобладанием деревянных строений.
Александра Катаева-Венгер так вспоминала эти места времён конца 1930-х — начала 1940-х

Это была совсем другая Москва — не та, о которой писали в газетах и которую показывали в кино — неизмеримо далёкая от архитектуры улицы Горького и Пушкинской площади, Кремля и Мавзолея В. И. Ленина. Это была деревянная Москва — в одну сторону от метро знаменитая Немецкая слобода с обличьем петровских времён и при ней Немецкий рынок; а в другую (стоит только пересечь Бауманскую улицу), — бывший Девкин, а ныне Бауманский переулок с домом митрополита Введенского, известного по диспутам с наркомом Луначарским, и со старинной Девкиной баней. И совсем неподалёку Елоховская церковь, в ту пору главная церковь Москвы, выполнявшая роль собора. В этом переулке жила моя тётя Роза, росли мои братья Саша и Миша, а теперь жила и моя мама. Дом, конечно же, тоже был деревянный. Деревянный, двухэтажный. Он смотрел фасадом в своего рода дворик, ограниченный стоящими буквой «П» такими же двухэтажками. И жили там, в основном, люди невысокого достатка и совершенно определённого круга — шофёры, мелкие служащие и работницы с ближней ткацкой фабрики. Евреев здесь, за редким исключением, не было.
В начале 1960-х годов улица была удлиненна за счёт присоединения к ней упразднённого Бауманского переулка и части Ольховской улицы.

## Примечательные здания и сооружения

### По нечётной стороне
- № 13 — жилой дом, в котором с лета 1993 года снимали комнаты художники товарищества «Искусство или смерть» и примкнувшие к ним — т. н. сквот Галерея «Бауманская, 13».

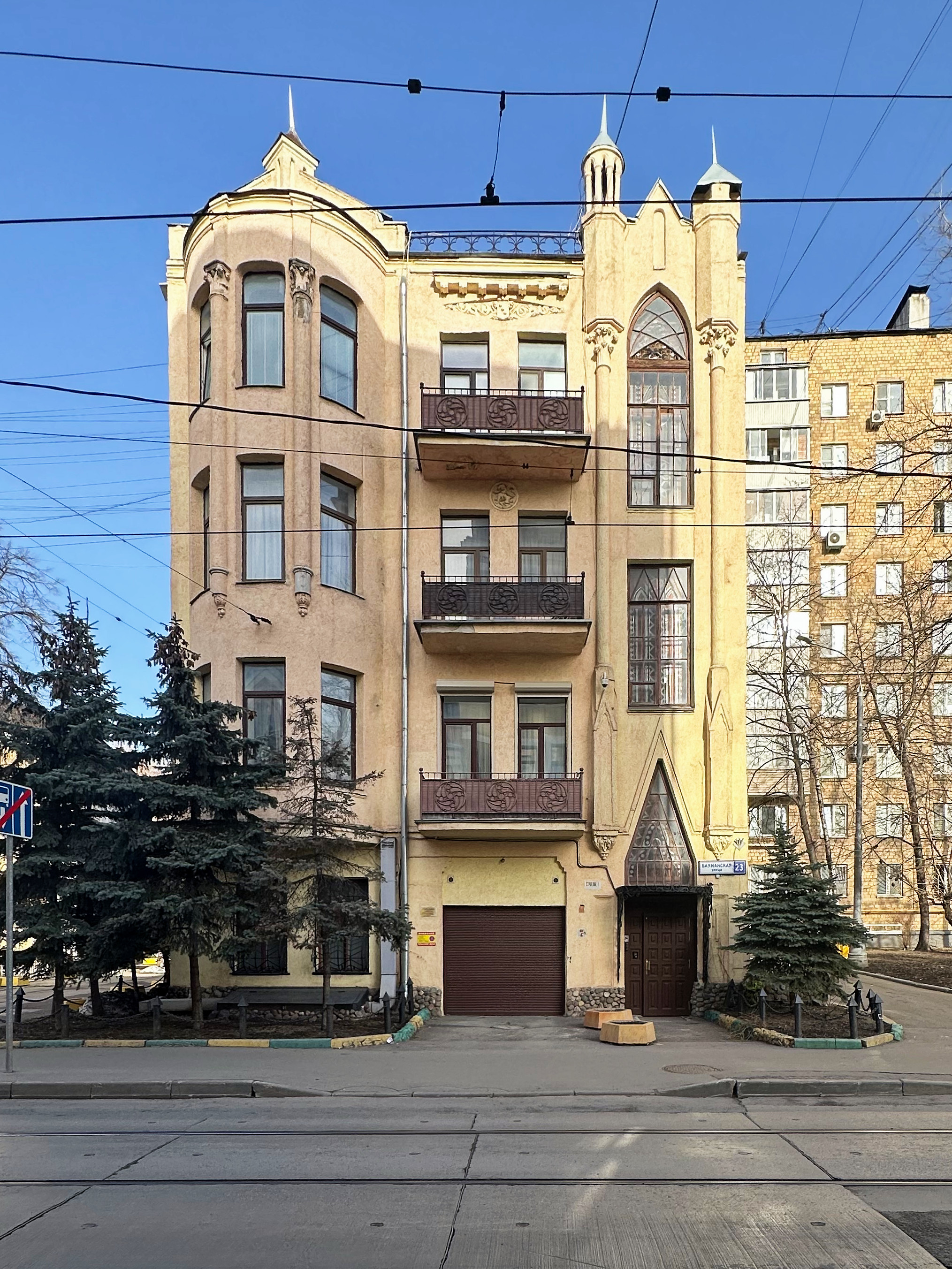
№ 23 — бывший доходный дом А. С. Фролова

- № 23 — доходный дом А. С. Фролова (1914, архитектор В. А. Мазырин)[6].
- № 33/2 — жилой дом Калашникова — Рахмановых (1896, архитектор И. Г. Кондратенко).
- № 35 — вестибюль станции метро «Бауманская».
- № 43/1 — угол Бауманской улицы и Посланникова переулка — шестиэтажный доходный дом 1912 года постройки. Более полувека (до 1977 года, — в доме сорок четыре коммунальные квартиры) самое высокое жилое здание в районе Бауманских улиц, доминировало над дореволюционной застройкой. Оригинальная кирпичная кладка с «расшивкой швов» запомнилась молодому А. Н. Туполеву, который убедил архитекторов использовать её при строительстве (1924—1928) комплекса зданий АГОС (Авиация, Гидроавиация и Опытное строительство) и Гидроканала, позднее в составе ЦАГИ.
- № 47/1 — участок Бауманского (Басманного) рынка, обрушившегося 23 февраля 2006 года.
- № 47 — первый дом в ЦАО, построенный по программе реновации жилья.
- № 53 (№ 25 в 1930-е годы) — с 1932 года здесь располагался завод десятиклавишных машин ДМС, а также ремонтный завод счётных пишущих машин САМ[7]. Позднее завод САМ.
- № 57 стр. 2 — жилой дом XVIII—XIX веков.
- № 61 — Фанагорийские казармы (Почтовый двор), XVIII—XIX веков.
- № 9/23 по Техническому переулку — Прокуратура РФ.
- № 17 по улице Радио, № 6 по Новокирочному переулку — комплекс зданий ЦАГИ, в настоящее время филиала ЦАГИ и ВИАМ.
- № 17 к. 6 по улице Радио — Всероссийский художественный научно-реставрационный центр имени И. Э. Грабаря.
- № 35 — доходный дом (1902—1906, архитектор В. В. Шервуд)

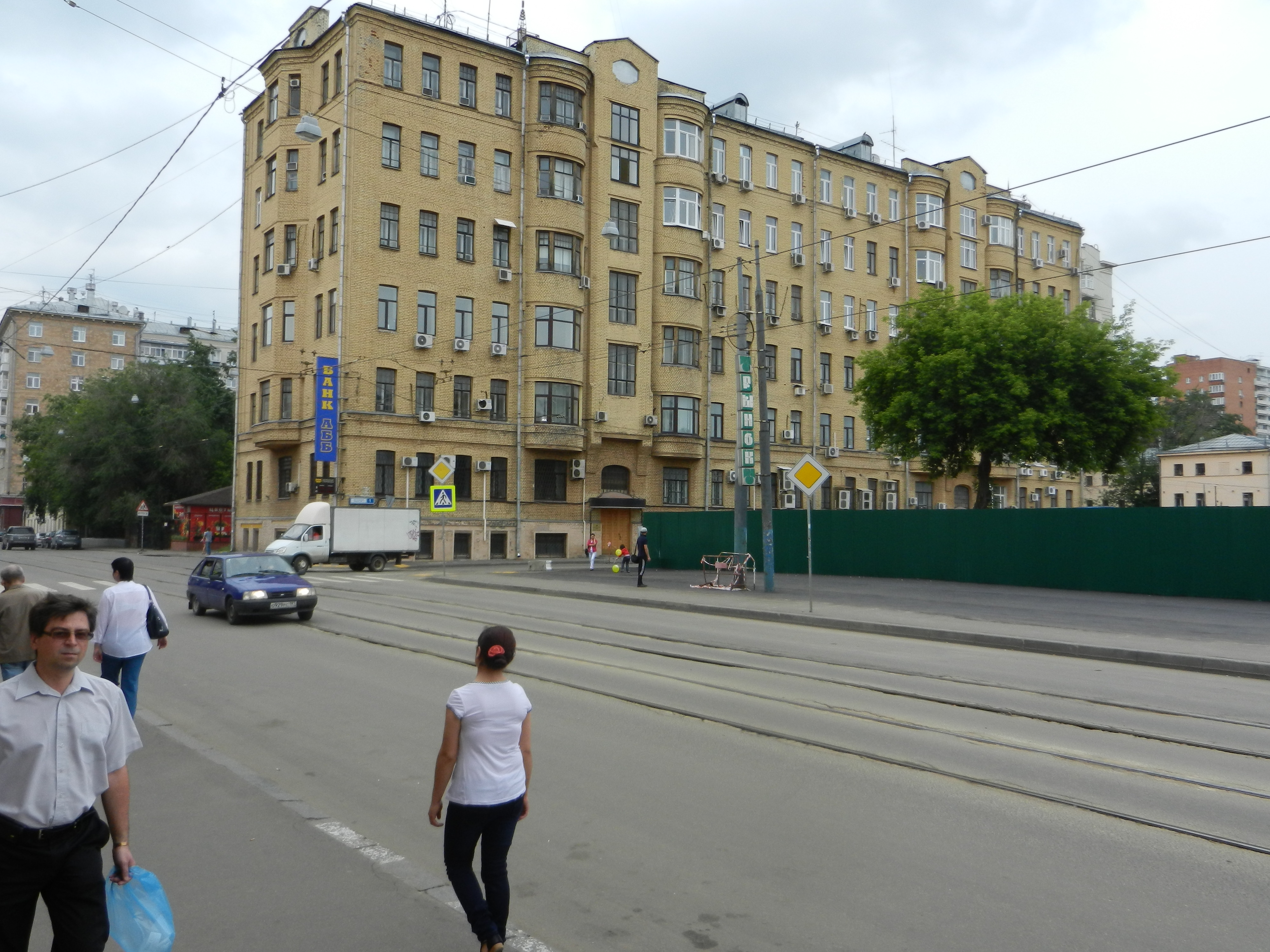
№ 43, корпус 1 — бывший доходный дом, позднее коммунальное жильё

- № 43, корпус 1 — бывший доходный дом, позднее коммунальное жильё№ 53 стр. 8,  памятник архитектуры (федеральный) — «Дом Анны Монс», палаты XVII века. Находятся в неудовлетворительном состоянии, за что на пользователя, ОАО «Российские космические системы», наложен штраф в судебном порядке. В конце 2016 года здание перешло в ведение Агентства по управлению и использованию памятников истории и культуры при Минкультуры РФ (АУИПИК)[8] и выставлен на торги по программе «Рубль за метр»[9]

### По чётной стороне
- № 6 — Главное криминалистическое управление Следственного комитета при прокуратуре Российской Федерации. до середины 1960-х годов здесь стоял деревянный одноэтажный Митрополичий дом Московской Патриархии.

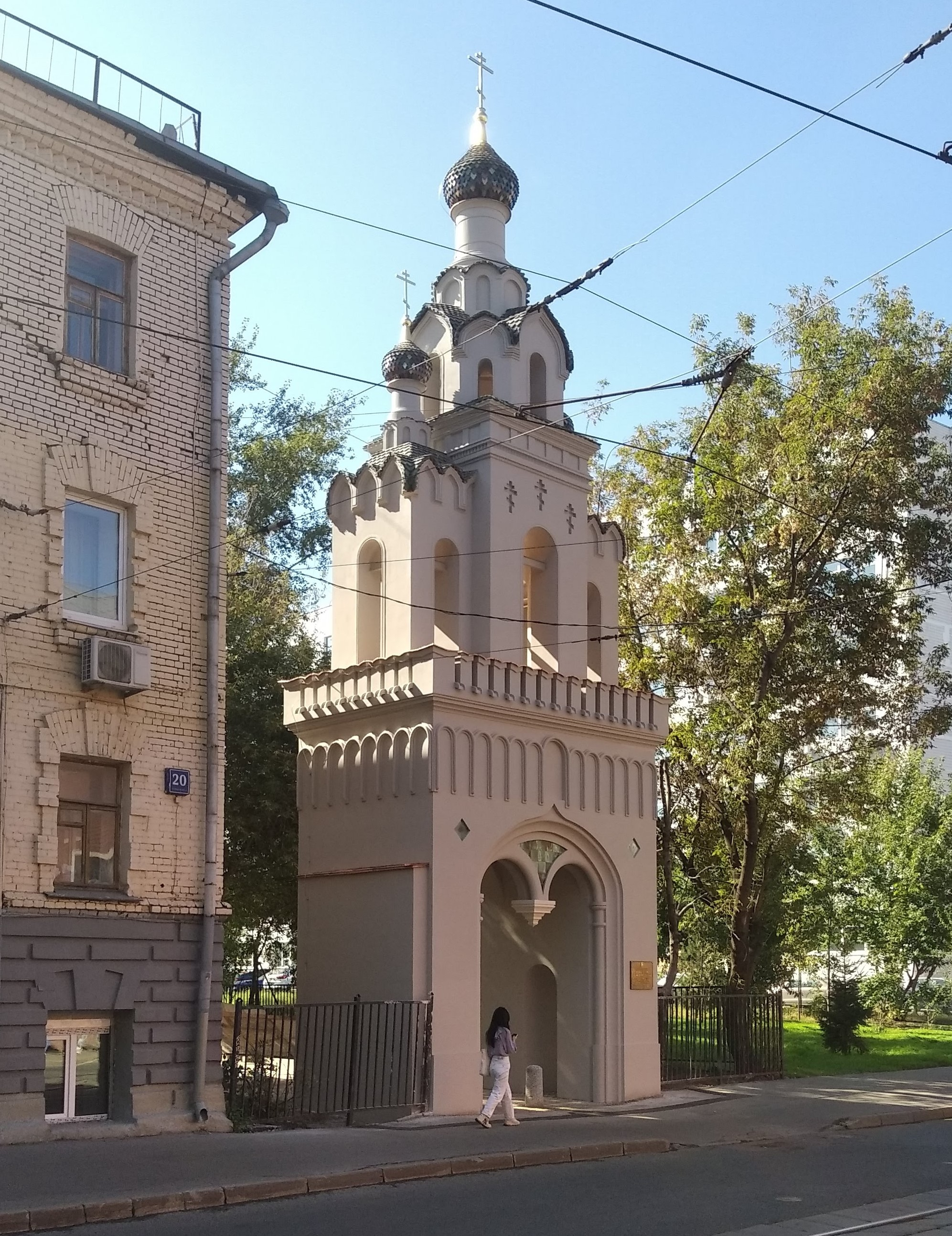
Колокольня после реставрации (сентябрь 2024)

- № 18 — колокольня церкви Святой Екатерины Николо-Рогожской старообрядческой общины в доме И. И. Карасёва (1914—1915, архитектор Н. Н. Благовещенский), объект культурного наследия регионального значения[10]. В последние годы колокольня стремительно разрушается: исчезли кресты всех главок и керамика в оформлении первого яруса, разваливается лемеховая черепица, осыпается штукатурка. В марте 2016 года постройка передана Русской древлеправославной церкви, которая в течение трёх лет предполагает её отреставрировать[11]. Дело осложняется отсутствием помещения для богослужений, поскольку дом Карасёва снесён в 1979 году[12]. Приказом Департамента культурного наследия города Москвы 4 июля 2016 года утверждено охранное обязательство[13]. Реставрацию колокольни планируют начать в 2023 году[14].
- № 28 — доходный дом (1913, архитектор К. Л. Розенкампф). В этом доме с 1878 года жил основоположник гидро- и аэромеханики Н. Е. Жуковский[15]..
- № 36 — флигель усадьбы Карабанова XVIII—XIX веков, архитектор М. Ф. Казаков.
- № 38 стр. 1 — дом Карабанова, по фамилии владельца — бригадира Фёдора Леонтьевича Карабанова, купившего этот дом в 1790 году у жены бригадира В. В. Енгалычева. Из Карабановых, владевших особняком, наиболее известен сын Ф. Л. Карабанова, майор Павел Карабанов, прославившийся в Москве замечательной коллекцией разных редкостей. В 1801 году здание перешло к вдове богатого заводовладельца Ивана Яковлева-Собакина, затем принадлежало Н. А. Занковскому, владельцу фирмы «ЭНЗЕ», производившей техническую новинку того времени — фотографические пластинки. В доме размещалась Городская бесплатная библиотека-читальня имени А. С. Пушкина[16]
- № 40 — Школа № 353 имени А. С. Пушкина, в которой в 1941 году формировались части народного ополчения. Жилой дом, стоявший на её месте — одно из вероятных мест рождения А. С. Пушкина. У входа в школу — мемориальная доска со словами «Здесь был дом, в котором 26 мая (6 июня) 1799 года родился А. С. Пушкин» (скульптор К. Г. Кошкин). Перед зданием установлен памятник-бюст Пушкину (1967, скульптор Е. Ф. Белашова, архитектор Ю. О. Соколов)[17].
- № 42, 44 — жилые дома середины XIX века (в основе зданий — постройки 1756 года).№ 70 — одноэтажный дом Немецкой слободы

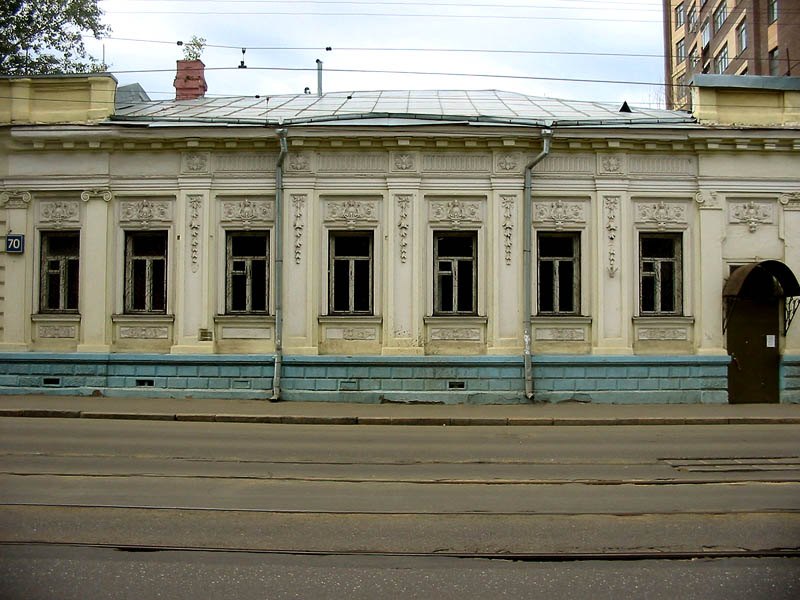
№ 70 — одноэтажный дом Немецкой слободы

- № 50/12 — усадьба Зубовых (перестроена в 1886 году, архитектор П. А. Дриттенпрейс).
- № 54-72 — историческая застройка XVIII—XIX веков.
- № 58/3 — дом П. И. Щапова, построен в конце XIX века по проекту архитектора А. С. Каминского при участии Ф. О. Шехтеля. По мнению исследователей творческого наследия Шехтеля, дом Щапова был первой постройкой выдающегося архитектора[18]. На стене особняка установлена мемориальная доска с надписью: «Здесь 31 (18) октября 1905 г. был злодейски убит агентом царской охранки член Московской организации большевиков Николай Эрнестович Бауман»[19].
- № 58 корп. 2 — на этом месте находился один из домов владения Щаповых[19]. В 1995 году решением префекта ЦАО г. Москвы А. И. Музыкантского (№ 532-РМК-3) здание было передано ООО «Подмосковье», в следующем году было снесено в результате «реконструкции». Позднее на месте исторического здания был возведён новодел[19].
- № 58/3, стр. 5 — жилой дом (1867, архитектор А. О. Вивьен)[20]

Памятные доски на доме № 40
Памятная доска Пушкину
Памятная доска дивизии народного ополчения

## Транспорт
- Станции метро  Бауманская (центр, юг),  Красносельская (север)
- Трамваи: Б, 37, 45, 50
- Автобус: 440